# Zebedeu
Zebedeu foi um homem que viveu nos tempos bíblicos do Novo Testamento. Os Evangelhos citam-no como esposo de Salomé e pai de João e de Tiago (Mateus 10:2).
Segundo a leitura bíblica, Zebedeu era um judeu próspero, com barcos de pesca e empregados ao seu dispor, e um proeminente membro da sociedade judaica que tinha acesso privilegiado ao sumo-sacerdote.
Quando Jesus os convidou a seguirem-no, Tiago e João estavam com seu pai e os empregados deste no barco de Zebedeu, consertando as redes. O local onde pescavam era o mar da Galileia, também conhecido como lago de Tiberíades ou lago de Genezaré.
Zebedeu é venerado pela Igreja Católica como santo, sendo celebrado no dia 15 de março.